# Kassenindividueller Zusatzbeitrag
Der kassenindividuelle Zusatzbeitrag (ZB, § 242 SGB V 2009–2014) wurde in Deutschland zum 1. Januar 2009 in der gesetzlichen Krankenversicherung mit dem GKV-Wettbewerbsstärkungsgesetz im Zuge der Gesundheitsreform 2007 eingeführt. Zum einen sollte er den Krankenkassen ein zusätzliches Mittel an die Hand geben, finanzielle Engpässe auszugleichen. Zum anderen sollte er den Wettbewerb unter den Krankenkassen fördern und bei den Versicherten für Kostenbewusstsein sorgen. Zum 1. Januar 2015 wurde anstelle des pauschalen Zusatzbeitrags der einkommensabhängige Zusatzbeitrag (§ 242 SGB V 2015) eingeführt.

## Konzept
Krankenkassen, die mit ihren Mitgliederbeiträgen und den aus dem Gesundheitsfonds zugewiesenen Mitteln nicht mehr auskamen, konnten bzw. mussten die fehlenden Mittel über erhöhte Beiträge von ihren Versicherten abdecken. Dieser sogenannte Zusatzbeitrag war bis 31. Dezember 2010 gemäß § 242 SGB V a. F. auf 1 % des versicherungspflichtigen Einkommens und durch die Beitragsbemessungsgrenze damit auf maximal 37,50 Euro im Monat begrenzt. Alternativ hatten die Krankenkassen bis Ende 2010 die Möglichkeit, einkommensunabhängige Zusatzbeiträge von bis zu 8,00 Euro von ihren Mitgliedern zu fordern, wodurch die erwähnte Limitierung auf 1 % umgangen werden konnte. Ab 2011 gab es nur noch den einkommensunabhängigen Zusatzbeitrag, der nach oben nicht mehr direkt begrenzt war; es hat aber ein Sozialausgleich stattgefunden, siehe Absatz #Sozialausgleich. Gut wirtschaftende Krankenkassen hatten zudem die Möglichkeit, Überschüsse in Form von Prämien an ihre Mitglieder auszuzahlen. Prämienauszahlung und Zusatzbeiträge mussten beide vom Bundesversicherungsamt genehmigt werden.

## Sonderkündigungsrecht
Erhob die Krankenkasse einen kassenindividuellen Zusatzbeitrag, erhöhte sie einen kassenindividuellen Zusatzbeitrag, verringerte oder beendete sie eine Prämienzahlung, hatten Mitglieder nach § 175 Abs. 4 und 4a SGB V a. F. ein Sonderkündigungsrecht und konnten mit Hinweis darauf bis zur erstmaligen Fälligkeit der Beitragserhebung, -erhöhung, der Prämienverringerung oder -abschaffung außerordentlich kündigen. Die Krankenkasse musste sie darauf hinweisen, ansonsten verschob sich diese Frist um den verzögerten Zeitraum. Wenn durch einen Wahltarif ein vertraglich vereinbarter Kündigungsverzicht für eine bestimmte Mitgliedsdauer vereinbart wurde, bestand bis 31. Dezember 2010 kein Recht zur außerordentlichen Kündigung.

## Wechselwelle
Erstmals erhoben vereinzelt Krankenkassen im Jahr 2009 Zusatzbeiträge von ihren Mitgliedern, die öffentliche Debatte nahm allerdings erst Anfang 2010 verstärkt von den Zusatzbeiträgen Notiz, nachdem mehrere und teilweise mitgliederstarke Kassen zumeist acht Euro pro Monat von ihren Mitgliedern verlangten. In den Medien kam schnell der Begriff „Wechselwelle“ auf, nachdem unterschiedlichen Schätzungen zufolge zwischen 300.000 und 500.000 Versicherte allein im ersten Quartal 2010 von ihrem außerordentlichen Kündigungsrecht Gebrauch machten. Profiteure waren überwiegend Krankenkassen, die für das Jahr 2010 Zusatzbeiträge ausgeschlossen haben. Statistisch scheint sich abzuzeichnen, dass eher jüngere Versicherte von ihrem außerordentlichen Kündigungsrecht Gebrauch machen.
2010 sank die Mitgliederzahl bei der Deutsche Angestellten-Krankenkasse (Ersatzkasse) um 460.000 auf 5,8 Mio., bei der KKH-Allianz um 190.000 auf 1,86 Mio. Beide Kassen hatten einen Zusatzbeitrag in Höhe von 8 Euro erhoben.

## Wettbewerbsgedanke
Die Zusatzbeiträge stellen insofern ein Novum im deutschen Gesundheitssystem dar, als sie erstmals direkt vom Mitglied an seine Krankenkasse gezahlt werden und nicht im Vorfeld über die Gehaltsabrechnung eines Arbeitgebers abgewickelt werden. Das bedeutet einerseits, dass die Versicherten zu Selbstzahlern (Schuldnern) ihrer Krankenkasse werden und andererseits, dass die Krankenkassen diesen Beitrag bei jedem einzelnen Versicherten auch realisieren müssen. Wurde also die Summe aller Beiträge bislang von einem Schuldner (z. B. dem Arbeitgeber oder dem Rentenversicherungsträger) automatisiert eingezogen, so bedeutet das heute, dass jede Kasse jedem einzelnen Versicherten den individuellen Zusatzbeitrag bekanntgeben und seine Einzahlung auch überwachen, gegebenenfalls bei Nichtzahlung auch vollstrecken, muss, was naturgemäß mit Kosten verbunden ist.
Verbraucher, so das Argument, bekommen hier eine deutlich stärkere Sensibilität für die Kostenentwicklung im Gesundheitswesen, als bei automatisierten Abrechnungsverfahren. Dies beleuchtet allerdings nur die Einnahmeseite der Kassen. Die Kostenentwicklung spielt sich jedoch mehr auf der Ausgabenseite ab. Daher entwickeln sich z. B. Bestrebungen dahingehend, dass Patienten die Abrechnungen ihrer Behandlungen zur Kenntnis erhalten (wie es bei Privatpatienten gang und gäbe ist) und somit erfahren, was konkret an Kosten anfällt. Zu beachten ist hierbei, dass dem Gesundheitssystem nach wie vor das Solidaritätsprinzip zugrunde liegt: „Jedem das, was er benötigt und jeder, was er leisten kann“.
Zusatzbeiträge sind grundsätzlich von allen Versicherten zu zahlen, um so möglichst viele potentielle Teilnehmer am Wettbewerb zwischen den Kassen zu generieren. Transparenter und praktikabler wäre allerdings der einfache Beitragssatz der jeweiligen Krankenkasse, sei es auch mit einem durch den Gesetzgeber festgesetzten Arbeitgeberanteil.

## Ausnahmen
Mit der Gesundheitsreform 2011 sind folgende Gruppen vom Zusatzbeitrag befreit worden: Arbeitslosengeld-II-Empfänger, Bezieher von Sozialhilfe, Wehr- und Zivildienstleistende, Auszubildende (sofern Verdienst unter 325 Euro monatlich), Minijobber und Menschen mit einer Behinderung.

## Sozialausgleich
Mit dem GKV-Finanzierungsgesetz wurde ein Sozialausgleich bei den Zusatzbeiträgen eingeführt (Einfügung § 242b SGB V). Dem entsprechenden Referentenentwurf des Bundesministeriums für Gesundheit hat das Bundeskabinett am 22. September 2010 zugestimmt. Das Gesetz wurde durch den Bundestag am 12. November 2010 verabschiedet und trat am 1. Januar 2011 in Kraft.
Grundlage für die Berechnung des Sozialausgleichs war der sogenannte durchschnittliche Zusatzbeitrag. Der durchschnittliche Zusatzbeitrag sollte in jedem Herbst von einem Expertengremium, dem Schätzerkreis beim Bundesversicherungsamt, für das Folgejahr neu festgelegt werden. Berechnet wurde die Differenz zwischen den erwarteten Kosten im Gesundheitsbereich und der entsprechenden Deckung durch Mitgliedsbeiträge der Krankenkassen. Eine zu erwartende Unterdeckung wurde auf sämtliche Versicherte umgelegt und ergab so den durchschnittlichen Zusatzbeitrag je Versicherten. Für das Übergangsjahr 2011 sollte der Zusatzbeitrag bei Null liegen.
Berechnet wurde der Sozialausgleich für jeden Arbeitnehmer im Rahmen der Lohnabrechnung. Durch den Arbeitgeber wurde geprüft, ob der durchschnittliche Zusatzbeitrag mehr als zwei Prozent des beitragspflichtigen Einkommens betrug. Unwesentlich war dabei die tatsächliche Höhe des Zusatzbeitrages, den die Krankenkasse des Arbeitnehmers evtl. erhoben hat. Eine berechnete Differenz wurde ausgeglichen, indem der Arbeitnehmeranteil am Krankenversicherungsbeitrag um die Differenz reduziert worden ist. Das ausgezahlte Arbeitsentgelt fiel entsprechend höher aus.
Beispiel
Angenommen, der durchschnittliche Zusatzbeitrag wurde auf 35 Euro monatlich festgesetzt. Bei einem Arbeitnehmer, der ein Bruttoentgelt in Höhe von 1500 Euro erhält, rechnete der Arbeitgeber wie folgt:
| Durchschnittlicher Zusatzbeitrag       | 35 €  |
| − Belastungsgrenze (2 % von 1500 Euro) | 30 €  |
| = Sozialausgleich                      | 5 €   |
| AN-Beitrag GKV (8,2 % von 1500 Euro)   | 123 € |
| − Sozialausgleich                      | 5 €   |
| = AN-Beitrag GKV nach Sozialausgleich  | 118 € |

## Kritik
Die Kritik an den Zusatzbeiträgen zielte vor allem in zwei Richtungen. Zum einen wurde bemängelt, dass das Konzept allenfalls kurzfristig helfe, strukturelle Finanzierungsdefizite der Krankenkassen auszugleichen, es also einer grundsätzlichen Reform bedarf. Zum anderen wurde auf soziale Härten hingewiesen und befürchtet, dass der Zusatzbeitrag einen „versteckten“ Einstieg in eine Kopfpauschale darstelle. Letztlich ist zu erwähnen, dass der sogenannte Sozialausgleich, welcher sich prozentual im Einkommen niederschlägt, per saldo doch einen kassenindividuellen Beitragssatz des beitragspflichtigen Einkommens bildete.
Einen weiteren Kritikpunkt stellte die praktische Umsetzung des geplanten Sozialausgleichs (maximal 2 % des Einkommens) dar: Der Gesetzesbegründung war zu entnehmen, dass dies von den Arbeitgebern und den Rentenversicherungsträgern durch die bereits vorhandenen Abrechnungsprogramme leicht umzusetzen sei. Dabei wurde allerdings übersehen, dass es auch Versichertengruppen gibt, die weitere beitragspflichtige Einnahmen von anderen auszahlenden Stellen erzielen (z. B.: Mehrfachbeschäftigte, Bezieher mehrerer Renten/Versorgungsbezüge, freiwillige Mitglieder, bei denen die gesamten Einnahmen zum Lebensunterhalt zählen). Die gesamten beitragspflichtigen Einnahmen waren jedoch zu berücksichtigen, die Beitragsbemessungsgrenze war hierbei zu beachten. Das wiederum bedeutete, dass alle Betroffenen von den jeweils anderen Einkünften Kenntnis haben müssten und dass zu regeln wäre, in welcher Reihenfolge die verschiedenen Einkommensarten bis zur Beitragsbemessungsgrenze herangezogen würden, damit diese in der Gesamtabrechnung aus Sicht des Versicherten nicht überschritten werden würde.
Weiterhin wurde kritisiert, dass beim durchschnittlichen Zusatzbeitrag laut Gesetzentwurf eine Einflussnahme des Bundesministeriums für Finanzen vorgesehen war. Laut Entwurf: „Auf Basis der Schätzung des Schätzerkreises legt das BMG im Einvernehmen mit dem BMF den durchschnittlichen Zusatzbeitrag fest und gibt ihn bekannt.“ Es bestand somit die Möglichkeit, dass neben gesundheitspolitischen auch finanzpolitische Belange bei der Festlegung des durchschnittlichen Zusatzbeitrages Berücksichtigung finden.